# Maitland (Missouri)
Maitland  è una città degli Stati Uniti d'America, nella Contea di Holt, nello Stato del Missouri.

## Geografia fisica
Secondo lo United States Census Bureau, la città ha una superficie totale di 0,78 km².

## Storia
Maitland venne fondata nel 1880. Il nome della cittadina deriva da John Skirving Maitland, geometra e dirigente nel campo ferroviario.
La città è una comunità agricola. Agli inizi del XX secolo David Ward King, imprenditore agricolo e inventore, inventò una livellatore per strade sterrate per un innovativo che ha rivoluzionato la manutenzione delle strade sterrate nei primi anni del 1900.